# Équipe de Suisse de football en 2001
Cet article présente les résultats de l'équipe de Suisse de football lors de l'année 2001.

## Bilan
|           | Nombre de matchs | Victoires | Défaites | Matchs nuls | Buts marqués | Buts encaissés |
| Domicile  | 4                | 1         | 3        | 0           | 6            | 5              |
| Extérieur | 5                | 3         | 1        | 1           | 7            | 6              |
| Neutre    | 1                | 0         | 1        | 0           | 0            | 4              |
| Total     | 10               | 4         | 5        | 1           | 13           | 15             |

## Matchs et résultats
| Match amical                                | Pologne                                                       | 4 - 0   | Suisse | Stade Antonis Papadopoulos, Larnaca                  |                                                      |
| 28 février 2001 · Historique des rencontres | Olisadebe 21e · Karwan 45e · Hajto 59e (pen.) · Krzynówek 90e | (2 - 0) |        | Spectateurs : 200 Arbitrage : Anastasios Papaioannou | Spectateurs : 200 Arbitrage : Anastasios Papaioannou |
| 28 février 2001 · Historique des rencontres | Rapport                                                       |         |        | Spectateurs : 200 Arbitrage : Anastasios Papaioannou | Spectateurs : 200 Arbitrage : Anastasios Papaioannou |

| Éliminatoires CM 2002                            | Yougoslavie    | 1 - 1   | Suisse        | JNA, Belgrade                                      |                                                    |
| 24 mars 2001 · 20h15 · Historique des rencontres | Mihajlović 68e | (0 - 0) | 84e Chapuisat | Spectateurs : 33 000 Arbitrage : Karl-Erik Nilsson | Spectateurs : 33 000 Arbitrage : Karl-Erik Nilsson |
| 24 mars 2001 · 20h15 · Historique des rencontres | Rapport        |         |               | Spectateurs : 33 000 Arbitrage : Karl-Erik Nilsson | Spectateurs : 33 000 Arbitrage : Karl-Erik Nilsson |

| Éliminatoires CM 2002                            | Suisse                                       | 5 - 0   | Luxembourg | Hardturm, Zurich                                |                                                 |
| 28 mars 2001 · 20h15 · Historique des rencontres | Frei 9e 31e 90e · Lonfat 64e · Chapuisat 72e | (2 - 0) |            | Spectateurs : 8 600 Arbitrage : Claus Bo Larsen | Spectateurs : 8 600 Arbitrage : Claus Bo Larsen |
| 28 mars 2001 · 20h15 · Historique des rencontres | Rapport                                      |         |            | Spectateurs : 8 600 Arbitrage : Claus Bo Larsen | Spectateurs : 8 600 Arbitrage : Claus Bo Larsen |

| Match amical                                      | Suisse  | 0 - 2   | Suède            | Les Charmilles, Genève                        |                                               |
| 25 avril 2001 · 18h15 · Historique des rencontres |         | (0 - 0) | 61e 79e Svensson | Spectateurs : 6 062 Arbitrage : Bruno Derrien | Spectateurs : 6 062 Arbitrage : Bruno Derrien |
| 25 avril 2001 · 18h15 · Historique des rencontres | Rapport |         |                  | Spectateurs : 6 062 Arbitrage : Bruno Derrien | Spectateurs : 6 062 Arbitrage : Bruno Derrien |

| Éliminatoires CM 2002                   | Îles Féroé | 0 - 1   | Suisse   | Svangaskard, Toftir                              |                                                  |
| 2 juin 2001 · Historique des rencontres |            | (0 - 0) | 81e Frei | Spectateurs : 6 000 Arbitrage : Douglas McDonald | Spectateurs : 6 000 Arbitrage : Douglas McDonald |
| 2 juin 2001 · Historique des rencontres | Rapport    |         |          | Spectateurs : 6 000 Arbitrage : Douglas McDonald | Spectateurs : 6 000 Arbitrage : Douglas McDonald |

| Éliminatoires CM 2002                           | Suisse  | 0 - 1   | Slovénie      | Parc Saint-Jacques, Bâle                      |                                               |
| 6 juin 2001 · 20h15 · Historique des rencontres |         | (0 - 0) | 82e Cimirotič | Spectateurs : 26 000 Arbitrage : Jacek Granat | Spectateurs : 26 000 Arbitrage : Jacek Granat |
| 6 juin 2001 · 20h15 · Historique des rencontres | Rapport |         |               | Spectateurs : 26 000 Arbitrage : Jacek Granat | Spectateurs : 26 000 Arbitrage : Jacek Granat |

| Match amical                             | Autriche   | 1 - 2   | Suisse                | Ernst-Happel, Vienne                                |                                                     |
| 15 août 2001 · Historique des rencontres | Herzog 61e | (0 - 1) | 10e Vogel · 74e Yakın | Spectateurs : 21 200 Arbitrage : Nicolai Vollquartz | Spectateurs : 21 200 Arbitrage : Nicolai Vollquartz |
| 15 août 2001 · Historique des rencontres | Rapport    |         |                       | Spectateurs : 21 200 Arbitrage : Nicolai Vollquartz | Spectateurs : 21 200 Arbitrage : Nicolai Vollquartz |

| Éliminatoires CM 2002                                  | Suisse    | 1 - 2   | Yougoslavie                  | Parc Saint-Jacques, Bâle                        |                                                 |
| 1er septembre 2001 · 20h15 · Historique des rencontres | Yakın 21e | (1 - 1) | 39e Milošević · 73e Krstajić | Spectateurs : 28 190 Arbitrage : Claude Colombo | Spectateurs : 28 190 Arbitrage : Claude Colombo |
| 1er septembre 2001 · 20h15 · Historique des rencontres | Rapport   |         |                              | Spectateurs : 28 190 Arbitrage : Claude Colombo | Spectateurs : 28 190 Arbitrage : Claude Colombo |

| Éliminatoires CM 2002                                | Luxembourg | 0 - 3   | Suisse                        | Josy-Barthel, Luxembourg                        |                                                 |
| 5 septembre 2001 · 20h15 · Historique des rencontres |            | (0 - 1) | 12e Frei · 57e 84e Türkyılmaz | Spectateurs : 2 312 Arbitrage : Sorin Corpodean | Spectateurs : 2 312 Arbitrage : Sorin Corpodean |
| 5 septembre 2001 · 20h15 · Historique des rencontres | Rapport    |         |                               | Spectateurs : 2 312 Arbitrage : Sorin Corpodean | Spectateurs : 2 312 Arbitrage : Sorin Corpodean |

| Éliminatoires CM 2002                      | Russie                                | 4 - 0   | Suisse | Dynamo, Moscou                                    |                                                   |
| 6 octobre 2001 · Historique des rencontres | Bestchastnykh 14e 19e 38e · Titov 82e | (3 - 0) |        | Spectateurs : 22 000 Arbitrage : Knud Erik Fisker | Spectateurs : 22 000 Arbitrage : Knud Erik Fisker |
| 6 octobre 2001 · Historique des rencontres | Rapport                               |         |        | Spectateurs : 22 000 Arbitrage : Knud Erik Fisker | Spectateurs : 22 000 Arbitrage : Knud Erik Fisker |